# Maciej Szklarz
Maciej Szklarz (ur. 1965) – polski dziennikarz, lektor, aktor i reżyser dubbingowy. Choć najbardziej znany jest z Teleexpressu, usłyszeć go można również w filmach dokumentalnych oraz w 9 serii serialu Z Archiwum X.

## Wybrana filmografia

### Lektor

#### Telenowele
- Gdzie jest Elisa? (TVPuls)

#### Filmy
- Płonące siodła (Polsat, CBS Europa, TNT)
- Maria, matka Jezusa (Tele 5)